# Денисова, Саша
Александра Анатольевна Денисова (укр. Олександра Денісова, род. 30 октября 1974, Киев, Украина) — украинский и российский театральный режиссёр, драматург, сценарист, журналист.
Окончила филологический факультет Киевского национального университета им. Т. Шевченко.
Училась документальному театру в Театр.doc, работала с Михаилом Угаровым и Еленой Греминой, а также в Ройал-Корт в Вест-Энде (Лондон), стажировалась в Эдинбурге, закончила ШТЛ при Школе-студии МХАТ и Центр им. Мейерхольда.
С 2011 по 2014 гг. — заместитель художественного руководителя Театра им. Маяковского Миндаугаса Карбаускиса. С 2014 по 2020 гг. — шеф-драматург Центра имени Мейерхольда.
Лауреат Золотой Маски 2012 за спектакль «Зажги мой огонь» (Театр.doc) о поколении советских детей, которые хотели стать Джимом Моррисоном. Экспериментатор по соединению документального театра с фантасмагорией и гротеском, автор и режиссёр более 20 спектаклей, среди которых «Море. Сосны» (Центр им. Мейерхольда), «Бэтмен против Брежнева» (Театр на Малой Бронной), «Отель Калифорния» (Центр им. Мейерхольда), «Гермиона» (Театр Наций), «Гарри в огне» (Театр.doc), «Алиса и государство» (Центр им. Мейерхольда), «Иов» (МХТ им. Чехова).
Была педагогом Московской школы нового кино, Школы-Студии МХАТ (курс Кирилла Серебренникова, Виктора Рыжакова).
После начала войны бежала из России в Варшаву. В Польше сделала документальный спектакль «Шесть рёбер гнева» с украинскими актёрами о войне и беженцах из Украины.